# USS Eugene A. Greene (DD-711)
USS Eugene A. Greene (DD/DDR-711) là một tàu khu trục lớp Gearing được Hải quân Hoa Kỳ chế tạo vào giai đoạn cuối Chiến tranh Thế giới thứ hai. Nó là chiếc tàu chiến thứ hai của Hải quân Mỹ được đặt theo tên Thiếu úy Hải quân Eugene A. Greene (1921–1942), phi công lái máy bay ném bom bổ nhào SBD Dauntless của Phi đội VB-6 phục vụ trên tàu sân bay Enterprise; ông đã tử trận trong Trận Midway và được truy tặng Huân chương Chữ thập Hải quân. Hoàn tất khi chiến tranh đã sắp kết thúc, con tàu tiếp tục phục vụ trong giai đoạn Chiến tranh Lạnh và Chiến tranh Việt Nam, được xếp lại lớp như một tàu khu trục cột mốc radar DDR-711 năm 1952, nhưng quay trở lại ký hiệu cũ DD-711 năm 1963. Con tàu được chuyển cho Tây Ban Nha năm 1972 và tiếp tục phục vụ cùng Hải quân Tây Ban Nha như là chiếc Churruca (D61) cho đến năm 1989. Nó bị đánh chìm như một mục tiêu năm 1991.

## Thiết kế và chế tạo
Eugene A. Greene được đặt lườn tại xưởng tàu của hãng Federal Shipbuilding ở Newark, N.J. vào ngày 17 tháng 8 năm 1944. Nó được hạ thủy vào ngày 18 tháng 3 năm 1945; được đỡ đầu bởi bà Anita M. Greene, vợ góa Thiếu úy Greene, và nhập biên chế vào ngày 8 tháng 6 năm 1945 dưới quyền chỉ huy của Hạm trưởng, Trung tá Hải quân W. V. Pratt, III.

## Lịch sử hoạt động

### Hải quân Hoa Kỳ
Eugene A. Greene tiến hành chạy thử máy huấn luyện dọc theo vùng bờ Đông và vùng biển Caribe, đồng thời phục vụ như tàu canh phòng máy bay cho các tàu sân bay trong hoạt động huấn luyện chuẩn nhận phi công tàu sân bay, cũng như tham gia huấn luyện thủy thủ đoàn các tàu khu trục mới. Vào đầu năm 1947, nó khởi hành từ cảng nhà Norfolk, Virginia để hoạt động huấn luyện tại vùng biển vịnh Guantánamo, Cuba, và đến ngày 13 tháng 2 đã gia nhập một đội đặc nhiệm lên đường đi Montevideo, Uruguay, nơi nó tham gia những lễ hội nhân lễ nhậm chức của Tổng thống Uruguay Luis Batlle Berres. Đội đặc nhiệm cũng viếng thăm thiện chí Rio de Janeiro, Brazil trước khi quay trở về Norfolk vào ngày 31 tháng 3.
Vào ngày 10 tháng 11, 1947, Eugene A. Greene lên đường cho chuyến đi sang khu vực Địa Trung Hải, chuyến đầu tiên trong số chín lượt được cử sang phục vụ cùng Đệ Lục hạm đội trong vòng mười ba năm tiếp theo. Con tàu còn có dịp viếng thăm các cảng Bắc Âu và hoạt động tại vùng biển Bắc Cực. Từ ngày 1 tháng 4 đến ngày 1 tháng 12, 1952, nó được cải biến thành một tàu khu trục cột mốc radar, và được xếp lại lớp với ký hiệu lườn mới DDR-711 vào ngày 18 tháng 7, 1952. Nó quay trở lại ký hiệu lườn ban đầu DD-711 vào ngày 15 tháng 3, 1963. Chiếc tàu khu trục từng được cử sang hoạt động tại Việt Nam trong giai đoạn 1966-1967.
Đang khi được tiếp nhiên liệu trên đường đi, Eugene A. Greene mắc tai nạn va chạm nhẹ với tàu chở dầu Waccamaw (AO-109) vào ngày 18 tháng 6, 1970 tại khu vực Đông Địa Trung Hải.
Eugene A. Greene được cho xuất biên chế tại Norfolk vào ngày 31 tháng 8, 1972; nó cùng với bốn tàu khu trục khác được chuyển cho Tây Ban Nha mượn.

### Hải quân Tây Ban Nha
Con tàu được cho nhập biên chế cùng Hải quân Tây Ban Nha, như là chiếc Churruca (D61), tên đươc đặt theo Trung tướng Cosme Damián de Churruca y Elorza (1761–1805), người đã tử trận trong trận Trafalgar. Nó ngừng hoạt động vào ngày 15 tháng 9, 1989; và cuối cùng bị đánh chìm như một mục tiêu vào này 12 tháng 12, 1991.